# Facharbeiter
Ein Facharbeiter war in der Wirtschaft ein Arbeiter, der eine technische oder gewerbliche Berufsausbildung erfolgreich absolviert oder sich die erforderlichen Kenntnisse und Fertigkeiten durch entsprechende Berufserfahrungen angeeignet hatte. Heute heißt er Fachkraft.  

## Allgemeines
Diese Berufsqualifikation unterscheidet ihn vom Hilfsarbeiter. Personen mit kaufmännischer Ausbildung werden seltener als Facharbeiter bezeichnet.

## Geschichte
In der Deutschen Demokratischen Republik gab es eine Vielzahl von staatlich anerkannten Ausbildungsberufen mit der Berufsbezeichnung Facharbeiter, zum Beispiel Facharbeiter für Fertigungsmittel oder Facharbeiter für Nachrichtentechnik. Die Bezeichnung Facharbeiter kommt in den heutigen Ausbildungsberufen in Deutschland nicht mehr vor; stattdessen findet der Begriff Fachkraft Verwendung, beispielsweise bei Fachkraft für Lagerlogistik oder Fachkraft für Veranstaltungstechnik.
Bis zur Jahrtausendwende erhielten Auszubildende technischer und gewerblicher Berufe nach bestandener Abschlussprüfung einen Facharbeiterbrief als Abschlussurkunde. Auf den heutigen IHK-Prüfungszeugnissen ist die Bezeichnung Facharbeiterbrief kein Bestandteil mehr.

## Beispiele

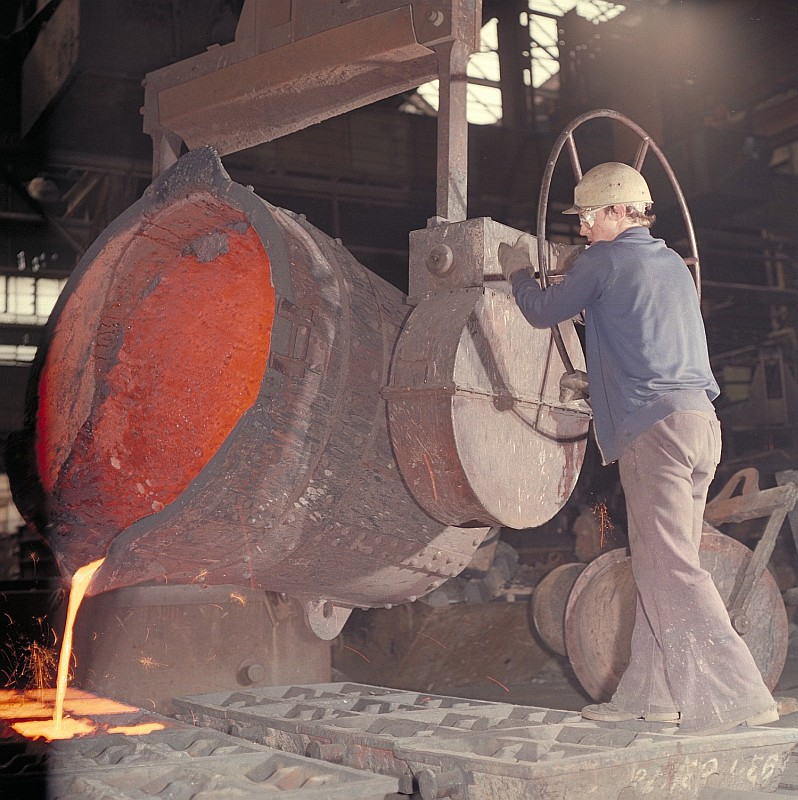
Facharbeiter für Gießereitechnik
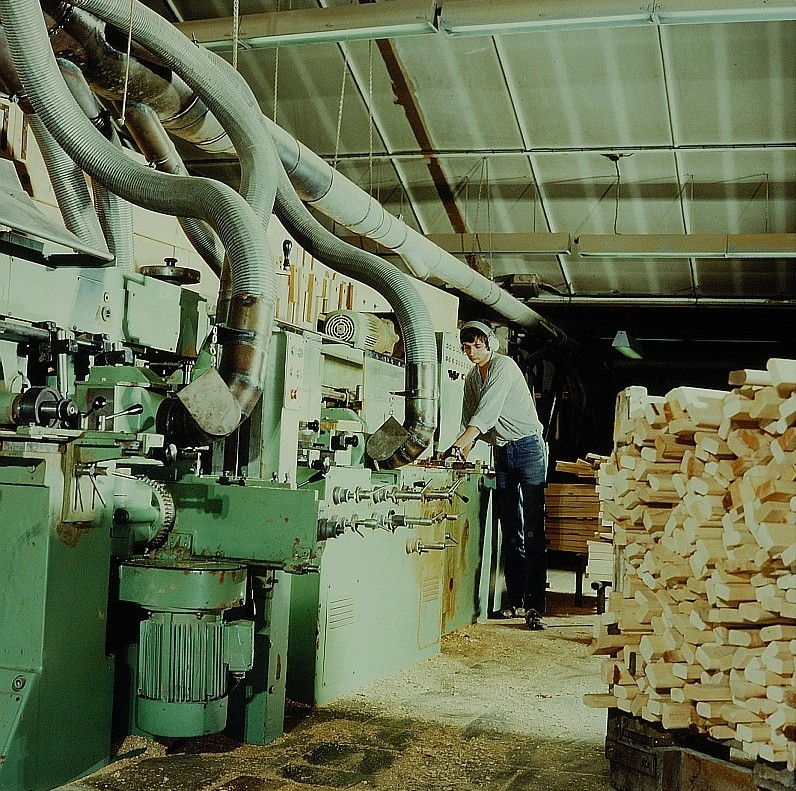
Facharbeiter für Holztechnik
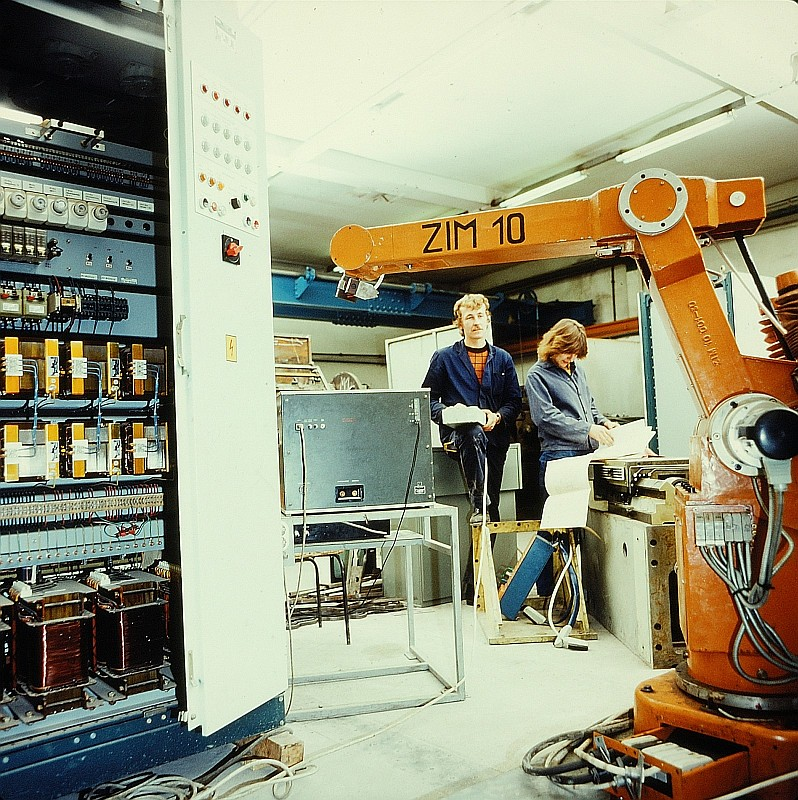
Facharbeiter für BMSR-Technik
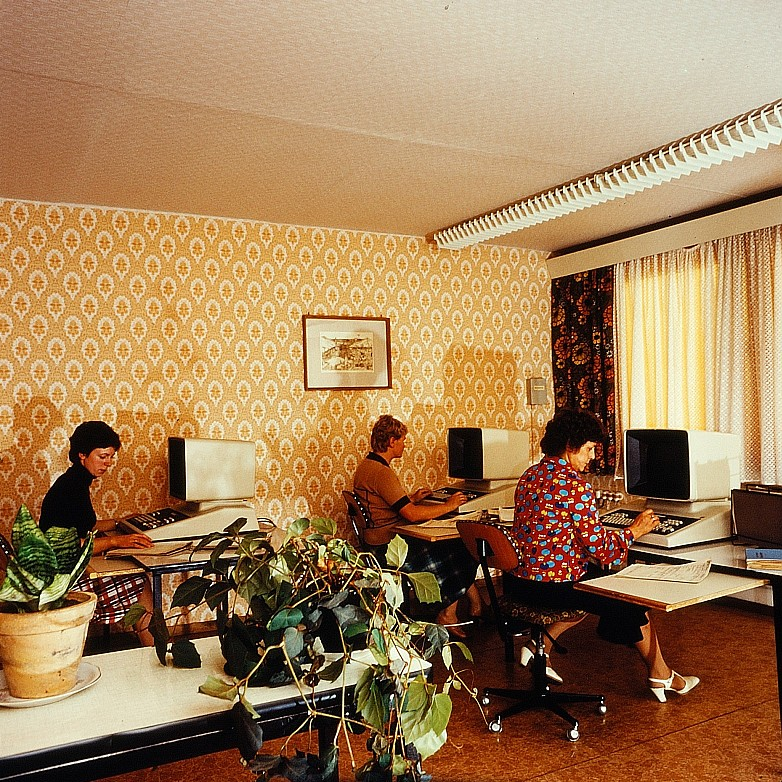
Facharbeiter für Schreibtechnik
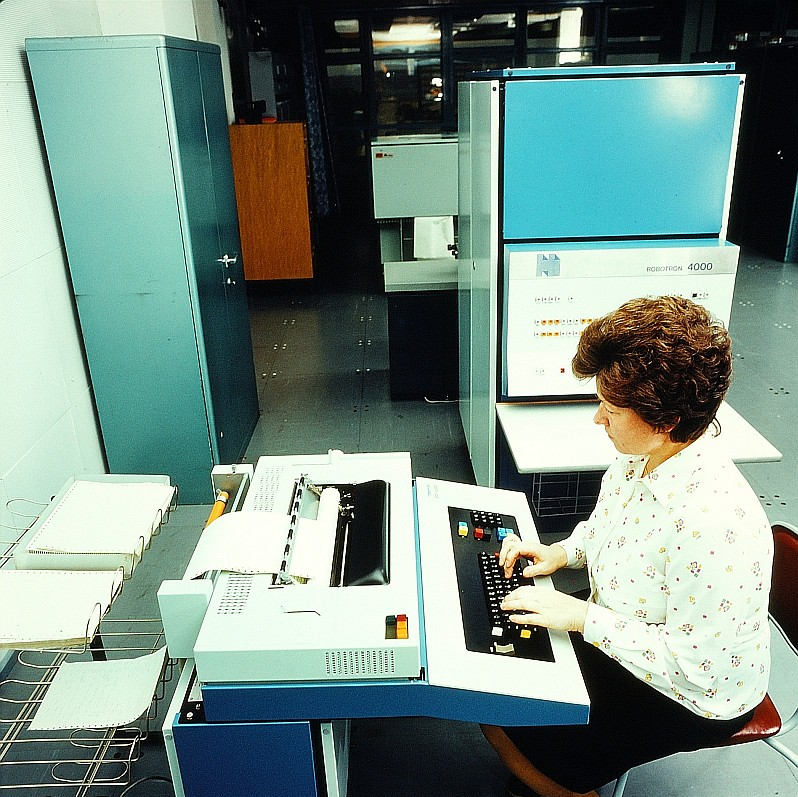
Facharbeiter für Datenverarbeitung

- Facharbeiter der Landwirtschaft
- Facharbeiter für Anlagentechnik
- Facharbeiter für automatisierte Anlagen
- Facharbeiter für Bergbautechnologie
- Facharbeiter für Binnenfischerei
- Facharbeiter für BMSR-Technik
- Facharbeiter für buchbinderische Verarbeitung
- Facharbeiter für chemische Produktion
- Facharbeiter für Datenverarbeitung
- Facharbeiter für Druckformherstellung
- Facharbeiter für Drucktechnik
- Facharbeiter für Eisenbahntransporttechnik
- Facharbeiter für Fertigungsmittel
- Facharbeiter für Forstwirtschaft
- Facharbeiter für Gießereitechnik
- Facharbeiter für Glastechnik
- Facharbeiter für Holztechnik
- Facharbeiter für Labortechnik
- Facharbeiter für Nachrichtentechnik
- Facharbeiter für Qualitätskontrolle
- Facharbeiter für Reproduktionstechnik
- Facharbeiter für Polstertechnik
- Facharbeiter für Satztechnik
- Facharbeiter für Schreibtechnik
- Facharbeiter für Schweißtechnik
- Facharbeiter für Sintererzeugnisse
- Facharbeiter für Straßenbautechnik
- Facharbeiter für Textiltechnik
- Facharbeiter für Umschlagprozesse und Lagerwirtschaft